# Рыбино (деревня, Москва)
Рыбино — деревня в Новомосковском административном округе Москвы  (до 1 июля 2012 года в составе Подольского района Московской области). Входит в состав поселения Рязановское.

## Население
Согласно Всероссийской переписи, в 2002 году в деревне проживало 8 человек (3 мужчины и 5 женщин). По данным на 2005 год в деревне проживало 10 человек.

## Расположение
Деревня Рыбино расположена на правом берегу Десны примерно в 5 км к северо-западу от центра города Подольска. Ближайший населённый пункт — деревня Армазово.